# 89-та піхотна дивізія (Третій Рейх)
89-та піхотна дивізія (Третій Рейх) (нім. 89. Infanterie-Division) — піхотна дивізія Вермахту за часів Другої світової війни. Дивізія сформована наприкінці війни і билася на Західному фронті. За нетривалий термін свого існування була двічі практично повністю розгромлена, остаточно розформована 8 квітня 1945 через великі втрати.

## Історія
89-та піхотна дивізія сформована 15 січня 1944 на території військового навчального центру Берген (нім. Truppenübungsplatz Bergen) в Нижній Саксонії в VI-му військовому окрузі під час 25-ї хвилі мобілізації Вермахту.
У лютому 1944 перекинута до Норвегії для посилення Командування Вермахту на цьому напрямку. Але, у зв'язку з висадкою союзних військ у Нормандії, 89-та дивізія у червні передислокована на Західний фронт спочатку до Франції в район Гавра. Брала участь у боях проти англо-американських військ, була розгромлена в середині серпня, під час проведення англо-канадсько-польськими військами наступу в операції «Тоталайз». Укомплектована необстріляним та недосвідченим персоналом дивізія, виявилася на вістрі масштабного наступу союзних військ. У перші ж години битви, війська дивізії були вщент розтрощені масованою артилерійською та авіаційною підготовкою супротивника до такого ступеня, що з переходом їх військ в атаку, ніхто навіть не був спроможний чинити який-небудь опір ворогу.
Залишки дивізії відведені в тил, до Аахена, де з'єднання реформоване і отримало на посилення ще один полк — 1063-й гренадерський полк.
Пізніше билася на території Нідерландів, на Верхньому Рейні. У березні 1945 практично знищена в бойових діях з союзниками у гірських регіонах Айфеля. Ще якісь час перебувала у резерві, у квітні ліквідована.

## Райони бойових дій
- Німеччина (січень — лютий 1944);
- Норвегія (лютий — червень 1944);
- Франція, Нідерланди (червень — жовтень 1944);
- Західна Німеччина (жовтень 1944 — березень 1945);
- Південна Німеччина (березень — квітень 1945).

## Командування

### Командири
- генерал-лейтенант Конрад-Оскар Гейнріхс (нім. Conrad-Oskar Heinrichs) (10 лютого — 8 вересня 1944);
- оберст Карл Реслер (нім. Karl Rösler) (8 — 15 вересня 1944);
- генерал-майор Вальтер Брюнс (нім. Walter Bruns) (15 вересня 1944 — 21 лютого 1945);
- генерал-майор Ріхард Бейзінг (нім. Richard Bazing) (21 лютого — 8 квітня 1945);

### Підпорядкованість
| Час      | Корпус               | Армія                | Група армій (округ)  | Штаб         |
| -------- | -------------------- | -------------------- | -------------------- | ------------ |
| 1944     |                      |                      |                      |              |
| лютий    | z. Vfg.              | z. Vfg.              | z. Vfg.              | Норвегія     |
| червень  | —                    | Армія «Норвегія»     | —                    | Норвегія     |
| липень   | LXXXI-й ак           | 15-та армія          | Група армій «B»      | Гавр         |
| серпень  | II-й пдк             | 7-ма армія           | Група армій «D»      | Нідерланди   |
| вересень | LXXXVIII-й ак        | 1-ша парашутна армія | Група армій «B»      | Нідерланди   |
| жовтень  | LXXIV-й ак           | 7-ма армія           | Група армій «B»      | Айфель       |
| 1945     |                      |                      |                      |              |
| січень   | LXVII-й ак           | 15-та армія          | Група армій «B»      | Айфель       |
| лютий    | LXVII-й ак           | 5-та танкова армія   | Група армій «B»      | Айфель       |
| квітень  | в резерві OB «Захід» | в резерві OB «Захід» | в резерві OB «Захід» | Верхній Рейн |

### Склад
| 1944 (ІІ)                              | 1944 (VIII)               |
| -------------------------------------- | ------------------------- |
| 1055-й гренадерський полк              |                           |
| 1056-й гренадерський полк              |                           |
| —                                      | 1063-й гренадерський полк |
| 189-й артилерійський полк              |                           |
| 189-й інженерний батальйон             |                           |
| 189-й протитанковий батальйон          |                           |
| 189-й фузілерний батальйон             |                           |
| 189-й дивізійний батальйон зв'язку     |                           |
| 189-те дивізійне управління постачання |                           |
| —                                      | 189-й запасний батальйон  |